# Direzione Italia
A Direzione Italia (DI, lehetséges fordításai: Olaszország Iránya, Irány Olaszország – angolul Direction Italy) liberális konzervatív olasz párt volt 2017 és 2019 között.

## Története
A pártot 2017 januárjában alapították: a Konzervatívok és Reformisták (Conservatori e Riformisti, CoR, elnöke Raffaele Fitto) és több más párt megegyezett egy új párt alapításában, önállóságukat részben vagy egészben megőrizve. A párt vezetője Fitto lett.
2017 májusában a DI hét szenátora csatlakozott a Grandi Autonomie e Libertà (GAL) frakcióhoz, amelyet főleg kisebb jobbközép pártok alkotnak. A képviselőházi csoportjuk egy darabig még megőrzi nevét.
A DI-t 2019-ben feloszlatták. 